# 黃俊碩
黃俊碩（英語：Edmund Wong Chun-sek，1985年1月7日—），香港執業資深會計師，民建聯成員，會計師黃龍德之子，現任香港立法會議員（會計界）。

## 經歷
2022年2月12日，黃俊碩對新冠肺炎快速測試呈陽性，成為首位初步確診新冠肺炎的香港立法會議員。